# ناتورام گودسه
ناتورام وینایاک گودسه (به انگلیسی: Nathuram Vinayak Godse) قاتل و از ناسیونالیستهای افراطی هندو بود که معتقد بود روابط گسترده با پاکستان به اقتدار هندوستان لطمه زده‌است.
او در سال ۱۹۱۰ در باراماتی، نزدیک شهر پونا، در ایالت ماهاراشترا، به دنیا آمد. او قاتل مهاتما گاندی بود و گاندی را با شلیک سه گلوله در قفسه سینه در تاریخ ۳۰ ژانویه سال ۱۹۴۸ در دهلی نو کشت.

## ترور گاندی
بیست ژانویهٔ ۱۹۴۸، گودسه با گروهی از هم‌قطاران خود برای ترور گاندی از بمبئی به دهلی آمده بود. به رغم آشوب‌آفرینی و با وجود تلاش برای ترور، گودسه و همکاران‌اش موفق به اجرای نقشه‌های‌شان نشدند. یک نفر دستگیر شد، و باقی اعضا به بمبئی برگشتند. ده روز بعد، گودسه و بعضی از اعضا دوباره به دهلی سفر کردند. سی ژانویه، در ساعت پنج عصر، گودسه پیش از ره‌سپاری گاندی به آیین نیایش عصرانه، خودش را به او رساند. در برابر گاندی کرنش کرد، و بلافاصله برخاست و با سه تیر او را هدف گرفت. همان‌جا سلاح خود را زمین انداخت، پلیس را صدا زد، و خود را به قانون تسلیم کرد. محاکمهٔ گودسه در بیست و هفت ماه مه ۱۹۴۸ آغاز شد؛ آخرین دفاعیات او در پنج فوریه انجام شد، و متن آن بعدتر با عنوان «چرا گاندی را کشتم؟» انتشار یافت.

در دفاعیات‌اش، دربارهٔ ترور گاندی، این‌گونه گفته بود: 
«با خود می‌اندیشیدم و می‌دیدم که، اگر جناب گاندی را بکشم، سراسر تباه خواهم شد، تنها انتظاری که می‌توانم از هموطنان خودم داشته باشم نفرت و بیزاری است، و نه فقط زندگی که عزت و آبروی‌ام از دست خواهد رفت. در عین حال، احساس می‌کردم که، بدون جناب گاندی، سیاست هندوستان مطمئناً به مسیر بهتری خواهد رفت، توان تلافی کردن پیدا می‌کند، و به اتکای نیروهای مسلح‌اش پرتوان خواهد شد. آیندهٔ من تباه می‌شود اما ملت ما از تعَدّیات پاکستان در امان خواهد ماند.»
در ادامه، نهرو و دولت‌اش را به دلیل دفاع‌شان از سکولاریسم هندوستان و «نقش‌آفرینی» همزمان در ایجاد دولت دین‌سالار پاکستان علناً محکوم کرده بود.

## مرگ
محاکمهٔ ناتورام گودسه و هفت نفر از همدستانش در ده فوریهٔ ۱۹۴۹ خاتمه یافت؛ گودسه و یک نفر دیگر (نارایان آپته) به مرگ، و ۶ نفر باقی به حبس ابد محکوم شدند. نهرو و دو پسر گاندی خواهان تبدیل حکم گودسه به حبس ابد بودند: اعدام قاتل گاندی را بی‌احترامی به مخالفت گاندی با مجازات مرگ می‌شمردند. اعتراض معترضان نتیجه نداد؛ گودسه از پذیرش عفو و بخشش احتراز کرد، و به حکم محکمه در پانزده نوامبر ۱۹۴۹ در زندان آمبالا به دار آویخته شد.